# Sociedad Económica de Amigos del País de Málaga

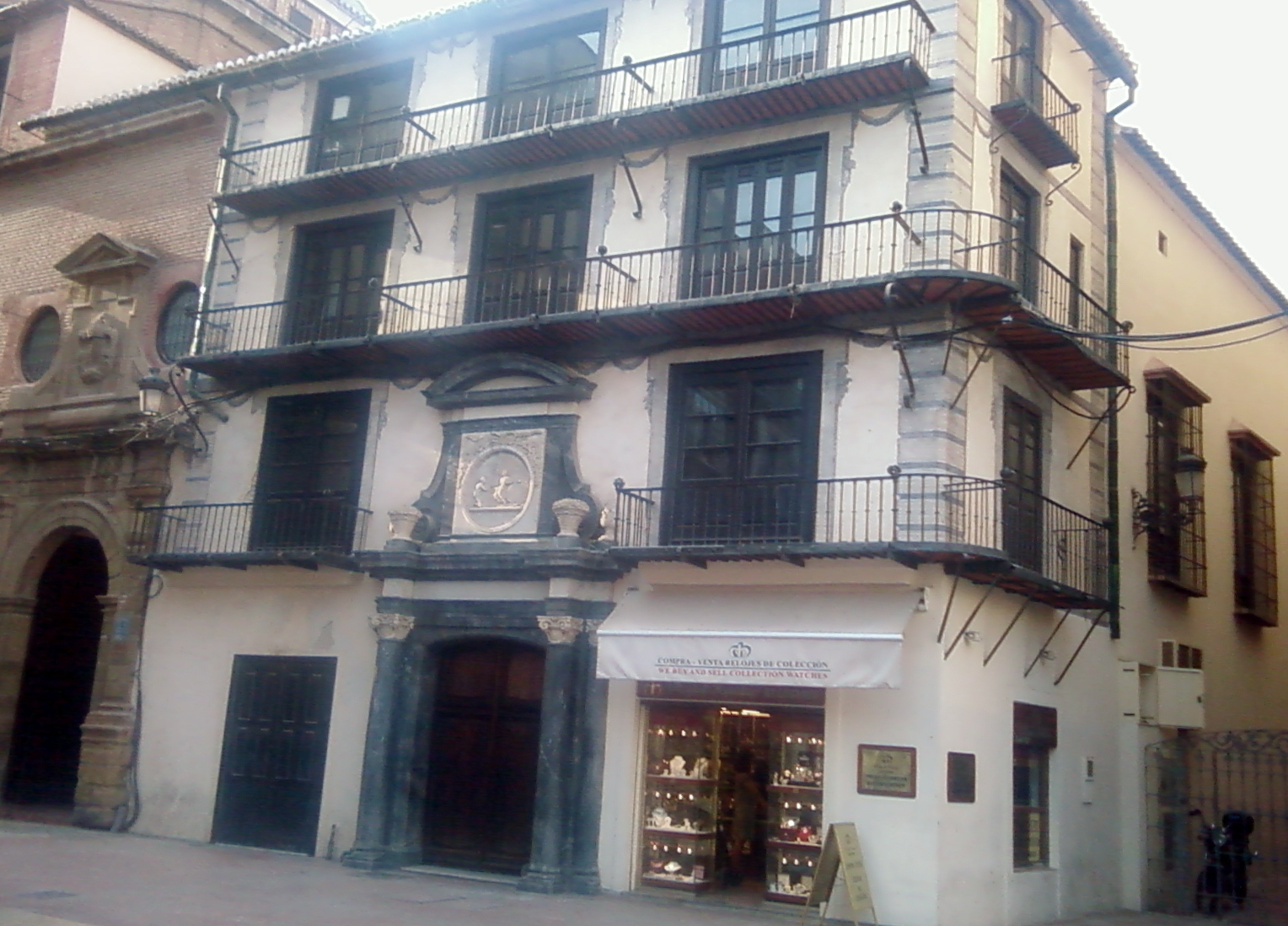
Sede de la Sociedad Económica de Amigos del País de Málaga.

La Sociedad Económica de Amigos del País de Málaga, fundada en 1789, es la institución cultural y económica más antigua de la ciudad española de Málaga y su provincia. Tiene su sede en la Casa del Consulado de dicha localidad.

## Historia
El día 19 y 26 de noviembre de 1788 un grupo de ciudadanos malagueños, Francisco Monsalve Heredia y Múxica, Pedro Enríquez, Francisco de Loyo, Agustín Galindo, el Conde de Villalcázar de Sirga y Mateo Carvajal, solicitaron al rey Carlos III se aprobase la fundación de una Sociedad Económica de Amigos del País en Málaga, que fue concedida, fundándose al año siguiente. De esa forma quedaba constituida la institución cultural y económica más antigua de Málaga y su provincia, cuyos fines primordiales eran promover la agricultura, la industria, el comercio y la educación según los ideales de la Ilustración. Su sede, que perdura desde 1856, fue sita en el edificio del antiguo Consulado del Mar y Montepío de Cosecheros de la Plaza de la Constitución, cuando, y con ayuda de Jorge Loring, Marqués de la Casa Loring, se consiguieron del Estado los salones del Edificio del Consulado. Anteriormente la Sociedad existió como tal, pero no tenía sede, de forma que se reunía en los salones capitulares hasta que por fin en 1850 se consiguió crear una sala de lectura en el Convento de San Agustín hasta el traslado al edificio del Consulado.
En 1906 estrena dirección de la Sociedad Pedro Gómez Chaix y hasta 1926 en que cesa, la Sociedad Económica de Amigos del País de Málaga desarrolló numerosos proyectos encaminados a «hacer más intensa la acción de Esta Económica en pro de la cultura popular»: se dieron clases nocturnas gratuitas por profesores y miembros de la Sociedad de Aritmética Mercantil, teneduría de Libros, nociones de Geografía e Historia, Lengua Francesa, elementos de Derecho y Legislación, Química aplicada a la Industria y, por último, Caligrafía, así como conferencias sobre extensión universitaria en la sociedad y en centros obreros, certámenes escolares y exposiciones, como la Exposición Provincial de Labores y Trabajos Manuales.
Tras la ocupación de Málaga por las fuerzas franquistas, la Sociedad Económica, que había sido un notorio centro republicano, desde donde se editaba el periódico El popular, y cuyo presidente fue el primer alcalde de la II República de la ciudad de Málaga, Emilio Baeza Medina, fue depurada y pasó a llamarse Centro de Estudios Andaluces por orden del gobernador civil, José Luis Arrese.

## Biblioteca

### Inicios
En 1862, la biblioteca contaba con 204 obras de Ciencias Morales y Políticas, 115 de Ciencias Físicas y Exactas, 160 de Historia, 92 de Letras, 20 de Filosofía, 38 de Bellas Artes, 46 de Agricultura, 49 de Artes e Industrias y 83 volúmenes de otras temáticas. En este mismo año se adquirieron 249 obras, que, con algunos otros donativos, llegaron a constituir un archivo de 1.200 volúmenes. 
El 23 de enero de 1920, el señor Luis Cambronero expuso un proyecto para reorganizar la Biblioteca así como la creación de una hemeroteca como la inaugurada en Madrid. La biblioteca se constituyó gracias a una iniciativa de José María de Llanos que fue aceptada con entusiasmo por los socios el 16 de marzo de 1821. Entre sus bibliotecarios estuvieron el citado Luis Cambronero o Francisco Bejarano, quien publicó su libro sobre el Consulado del Mar gracias a los fondos que conservaba la Sociedad. La Sociedad editó además un Boletín (núms. 1 al 48, 1861-1864)

### Actualidad
La biblioteca cuenta con más de 12.000 libros, un importante archivo generalista con volúmenes sobre Botánica, Arquitectura, Historia, Literatura, Agricultura, Matemáticas, etc. en ocasiones muy antiguos, en diversos idiomas como latín, español, inglés, francés y alemán. Contiene también obras eclesiásticas y de Derecho Canónico de los jesuitas, que tenían su iglesia y colegio en la anexa calle Compañía, de hecho, parte del edificio de la sede ocupaba los terrenos de la escuela de los jesuitas. Se trata de la biblioteca pública más antigua de Málaga, aunque solo está abierta a investigadores.